# Alice im Land des Zauberspiegels
Alice Through the Looking Glass ist ein australisch-italienischer Animationsfilm aus dem Jahr 1987 und basiert auf Lewis Carrolls Kinderbuch Alice hinter den Spiegeln. Der Film wurde von Andrea Bresciani und Richard Slapczynski inszeniert, während Jameson Brewer das Drehbuch schrieb.

## Handlung
Es ist ein kalter Wintertag. Alice sitzt am Fenster und streichelt ihre Katze Cindy. Da sie bei dem Schneesturm nicht zum Spielen nach draußen kann, denkt sie darüber nach, was sie drinnen spielen könnte. Als Cindy die Figuren des Schachspiels umwirft, überlegt sich Alice, dass sie gern eine Königin wäre. Sie stellt sich vor den Spiegel im Zimmer und träumt sich in eine andere Welt, in die sie der Spiegel auch tatsächlich bringt.
Froh und ausgelassen läuft Alice über eine Sommerwiese und wird von Schmetterlingen willkommen geheißen. Noch während sie sich fragt, ob es in diesem Land auch Menschen gibt, erscheint ein wundersamer Feuerball, der sich in den Narren Tom Fool verwandelt. Mit ihm zusammen macht sie sich auf den Weg zur Weißen Königin, die diesen Teil des Landes regiert. Sie wollen sie fragen, ob Alice auch eine Königin sein dürfte. Tom Fool versucht zunächst die etwas exzentrische Weiße Königin zu erheitern und führt ihr einige Kunststücke vor, danach stellt er ihr Alice vor. Nachdem sie der Königin nette Komplimente macht, will sie Alice zum Premierministerin zu ernennen. Doch sie wendet gleich ein, dass sie lieber Königin werden möchte. So schickt sie Alice hinaus ins Land, damit sie alle Prüfungen ablegen kann, um dann Königin zu werden.
Tom Fool begleitet Alice ein Stück und als erstes rutschen sie über einen Regenbogen in die Zweite Reihe, denn das ganze Land ist wie ein Schachspiel aufgebaut. Außerdem ist alles spiegelverkehrt. Als Nächstes begegnen sie einem Bienenvolk, doch Alice sieht nur kleine fliegende Elefanten, die mit ihren langen Rüsseln den Nektar aus den Blüten saugen. Kurzerhand nennt sie sie Fantienen. Danach kommen sie auf eine Wiese auf der sich Einhörner und Zentauren tummeln. Während Tom auf einem Einhorn reitet, will Alice auf einem Zentaur in die Dritte Reihe gelangen, doch das misslingt und so ruft Tom Pegasus herbei und sie fliegen die Strecke bis zu einem Zug, in den Alice einsteigt. Tom bleibt zurück und Alice trifft auf einen Ziegenbock, der behauptet der Präsident der Eisenbahn zu sein, sowie ein Pferd, das Joghurt hasst und eine sprechende Zeitung, die sie nicht lesen kann, da sie in Spiegelschrift gedruckt ist. So fährt sie mit der Bahn und fliegt dabei über einen Berg, da es keinen Tunnel gibt und fährt durch das Wasser, da es keine Brücke gibt. Um in die Fünfte Reihe zu gelangen, soll sie mit einer Fähre fahren, obwohl gar kein Wasser da ist. Danach trifft sie auf Tweedledee und Tweedledum und bittet sie ihr den Weg zur Fünften Reihe zu zeigen. Die beiden streiten sich jedoch nur und schicken sie geradeaus weiter. Am Ende der Vierten Reihe angekommen findet sie eine einzelne Tür. Dort geht sie hindurch und trifft auf Humpty Dumpty, der meint ein Saurierei zu sein. Er begleitet sie ein Stück und zeigt ihr riesige große Eier, die er alle bunt bemalt hat. Danach schickt er sie zu einer Hängebrücke, über die sie in die Sechste Reihe gelangen kann. Doch kleine grüne Monster versperren ihr den Weg. Diese werden zu ihrem Glück von einem Weißen Ritter in die Flucht geschlagen. Zusammen mit ihm muss sie über ein Gebirge, wo sie von Drachen angegriffen werden. Nachdem auch diese vertrieben sind, verabschiedet sich der Weiße Ritter und zieht seiner Wege. Ehe sich Alice versieht, ist Tom Fool wieder da und beschützt sie weiter. Gerade rechtzeitig, denn die Rote Königin, zu der sich Alice durchschlagen soll, schickt den Jabberwock los, damit er das Mädchen aufhält. Dazu wollen sie Alice ins Sumpfgebiet zu den hungrigen Krokodilen treiben. Doch dank Toms Zauberkräfte gelangen sie bis in die Achte Reihe vor das Schloss der boshaften Roten Königin, die diesen Teil des Landes regiert. Als diese Alice erblickt, zieht sie die Zugbrücke nach oben. Aber das hält Alice und Tom nicht auf. Alice besteht darauf, jetzt zu einer Königin gekrönt zu werden. Die Rote Königin tut dies widerwillig und versucht durch ihren Hofzauberer dem Mädchen zu schaden, doch Tom zaubert einfach stets dagegen. Und so zaubert er sie auch gleich wieder aus dem Schloss heraus, wo die Diener der Roten Königin sie fangen wollen. Dabei geht Alice jedoch ihre Krone verloren. Von den Schergen der Toten Königin gejagt, laufen sie in Windeseile den ganzen Weg wieder zurück, bis Alice vor ihrem Zauberspiegel stehen. Sie verabschiedet sich von Tom und geht rückwärts durch den Spiegel zurück in ihr Zimmer, wo sie ihr Vater begrüßt, der gerade wieder nach Hause kommt. Am Ende weiß Alice nicht, ob sie das alles wirklich erlebt, oder nur geträumt hat...

## Abweichungen zum Original
Große Teile des Films besteht aus Alice und dem Narr Tom Fool, die Reise durch manche Vorfälle aus der Vorlage, während letztendlich Alice einen imaginären Freund in Tom Fool findet und das Leitmotiv aus Logik, Unlogik und Niederlagen besteht. Der Film wurde von Purple Cow Productions vertrieben. Im Gegensatz zur Vorlage ist Alice Through the Looking-Glass eigentlich die Fortsetzung zum Buch Alice im Wunderland. Hier erschien der Film zum Buch aber erst 1988, also ein Jahr später.